# NGC 3826
NGC 3826 est une vaste galaxie elliptique relativement éloignée et située dans la constellation du Lion. NGC 3826 a été découverte par l'astronome germano-britannique William Herschel en 1785. Cette galaxie a aussi été observée par l'astronome britannique John Herschel le 19 avril 1832 et elle a été inscrite au catalogue NGC sous la désignation NGC 3830.

## Caractéristiques
Selon la base de données Simbad, NGC 3826 est une galaxie LINER, c'est-à-dire une galaxie dont le noyau présente un spectre d'émission caractérisé par de larges raies d'atomes faiblement ionisés.

### Distance
Sa vitesse par rapport au fond diffus cosmologique est de 9 090 ± 3 km/s, ce qui correspond à une distance de Hubble de 138,6 ± 9,7 Mpc (∼452 millions d'al).
À ce jour, une mesure non basée sur le décalage vers le rouge (redshift) donne une distance d'environ 142,000 Mpc (∼463 millions d'al). Cette valeur est à l'intérieur des valeurs de la distance de Hubble.